# Ratoe Chuwar Trulku
Ratoe Chuwar Trulku (tibétain : རྭ་སྟོད་ཆུ་དབར་སྤྲུལ་སྐུ, Wylie : rwa stod chu dbar sprul sku) aussi appelé Rato Chuwar Rinpoché, né en 1915 dans le Kham et mort le 23 septembre 1992 à Dharamsala est un lama de l'école gelugpa du bouddhisme tibétain et un homme politique tibétain.

## Biographie
Rato Chuwar Rinpoché est né en 1915 dans une famille pauvre d'agriculteurs du Kham, dans le nord-est du Tibet. Il est originaire de Dragyab. À l'âge de sept ans, il est reconnu comme la 9e incarnation de sa lignée.
Chuwar Rinpoché reçoit ses formations spirituelles au monastère Chuwar du Kham et au monastère Nyetang Rato au Tibet central. À l'âge de 19 ans, il rejoint le monastère de Sera au Tibet central. À l'âge de 25 ans, il obtient le diplôme de guéshé lharampa (doctorat en philosophie bouddhiste). Il rejoint ensuite le Collège tantrique Gyuto et reçoit des enseignements de sutra et de tantra du dalaï-lama et de ses deux tuteurs, Thouptèn Loungtog Namgyel Thrinlè et Trijang Rinpoché. À l'âge de 44 ans, Chuwar Rinpoché commence à enseigner le sutra et le tantra basés sur les étapes graduées de la voie (Lamrim).
En exil depuis 1961, Chuwar Rinpoché s'installe à Dharamsala. Le 28 août 1963, le dalaï-lama le nomme maître des rituels du monastère de Namgyal, chargé des questions spirituelles et administratives. Le 7 décembre, le dalaï-lama le nomme membre spécial de la 2e Assemblée tibétaine du parlement tibétain en exil. Le 17 février 1966, Chuwar Rinpoché est nommé assistant du ministre de la Religion et de la Culture du gouvernement tibétain en exil, Kundeling Woeser Gyaltsen. 
Il est envoyé par le dalaï-lama au Népal après l'incendie de 1967 ayant affecté le toit du stupa de Bodnath pour mener les restaurations.
En décembre 1988, le dalaï-lama le nomme abbé du monastère de Rato. 
Chuwar Rinpoché a voyagé dans des régions de l'Inde, du Népal, de l'Europe, de Singapour et de l'Australie pour transmettre des enseignements bouddhistes, avant que sa santé ne se détériore en 1985. 
Rato Chuwar Rinpoché est mort à sa résidence de Dharamsala le 23 septembre 1992. Il est incinéré le 2 octobre dans une chambre de crémation à côté de sa résidence, tandis que des moines du Collège tantrique Gyuto, du monastère de Namgyal et du monastère de Nechung réalisaient des rituels d'offrande du feu, en présence des ministres du cabinet tibétain et des membres de l'Assemblée du parlement tibétain en exil. Il est prévu qu'un stupa soit construit sur le site de la chambre de crémation. Le dalaï-lama a composé une prière pour sa réincarnation.
Sa réincarnation est identifiée en 1999 à Dharamsala, conformément à une divination du dalaï-lama.